# Косингас: Смртовање
Косингас: Смртовање последњи је роман из трилогије "Косингас", Александра Тешића. Првобитно је издата 2010. од стране издавачке куће "Порталибрис", док се данас може наћи у колекцији издавачке куће "Страхор", (чији је оснивач сам аутор), где је доживела своје друго издање. "Смртовање" заокружује причу из претходна два дела "Ред змаја" и "Бездањ" о путовању два косингаса, полу-митолошког јунака Марка Краљевића и његовог сапутника, монаха Гаврила, те њиховим борбама са Турцима и бићима подземног света. 

## Дешавање
Након изласка из Бездања, Гаврило и Марко налазе се на Белом извору, а потом у друштву виле Виде, првосвештеника Сингура и капетана чувара храма, Добровука, долазе пред Световидов храм тражећи помоћ у предстојећој бици против створења из Ада, подземног света којим столује Хроми Даба (некадашњи Дајбог), заклети непријатељ Гаврила. У завршном делу трилогије пратимо сва искушења која се постављају пред два побратима у потрази за Световидовим светињама, неопходним да би задобили његову милост и помоћ у борби. Монах и косингас Гаврило, растрзан између два света позива, односно старе словенске вере и хришћанства, пружиће још једном личну жртву како би све претходне биле вредне и довеле до коначног циља, ослобођења од претњи преливања мрачног света на површину.

## Критике и даљи живот трилогије
"Смртовање" је наишло на генерално добре до одличне критике, оцењено као прави завршетак трилогије, која је с правом оправдала назив "српског Господара Прстенова", рађене у аутентичном амбијенту и свету словенске митологије, те допринела поновном откривању његовог богатства, али и развоју жанра епске фантастике у домаћој књижевности, па стога данас наилазимо на бројне талентоване ауторе који такве мотиве у својим делима успешно користе (неки од њих су: Милош Петковић, Иван Драјзл, Милена Стојановић, Ненад Гајић...).  
Упркос најављеном завршетку, Тешић је удахнуо нови живот серијалу кроз нова два романа, "Косингас - Кроз огањ и воду" и "Косингас - Онај што научи мрак да сија", који се одвијају независно од главне радње, као и "Косингас - Неиспричане приче" у сарадњи са групом домаћих аутора.
"Косингас" је прва српска трилогија епске фантастике која је доживела и мултимедијална издања. "Ред Змаја" објављен је досад у три епизоде у форми стрипа, у сарадњи са илустратором Зораном Јовичићем, док је Радио Телевизија Војводине 2020. започела емитовање бинауралне радио-драме "Косингас", која је већ доспела и на међународну фестивалску сцену.